# Hundert Jahre und ein Sommer
Hundert Jahre & ein Sommer ist ein 1999 erschienener historischer Roman von Klaus Kordon. Das Buch spielt kurz vor der Jahrtausendwende in Lilienthal, Hamburg und Berlin und lässt das vergangene Jahrhundert Revue passieren. Das Buch ist aus der Sicht der 21-jährigen Studentin Eva Seemann erzählt und beschreibt die Erlebnisse ihrer Vorfahren sowie der Bewohner der Torstraße 125 und 127, zu denen auch ihr Großvater gehört.

## Handlung
Nach dem Fall der Mauer lernt die noch 13-jährige Eva aus Lilienthal ihren Großvater Robert Seemann aus Ost-Berlin kennen, der zu DDR-Zeiten ein sehr erfolgreicher Schriftsteller war. Schon damals interessiert sie sich für seine Erzählungen und ihre Familiengeschichte. Da Evas Vater Wolfgang Seemann mit Robert Seemann seit seiner Jugend zerstritten ist, gab es über Jahre hinweg keinen Kontakt, das Treffen nach der Wende hat Evas Mutter Annegret Seemann organisiert.
Als Eva 21 ist, erreicht sie ein Brief des Großvaters, sie solle schnellstmöglich kommen, falls sie noch Interesse an ihrer Familiengeschichte habe, denn das Haus, in dem ihr Großvater wohnt und das ein Museum sein könnte, würde bald abgerissen werden. Schnellstmöglich eilt sie nach Berlin und lernt dort weitere Bewohner des Hauses kennen. Einer der Bewohner ist Grigorij Jefimowitsch „Gregg“ Massejew, in den sich Eva verliebt. Zusammen mit Obdachlosen und Punks sowie der rettenden Idee von Evas Großtante retten sie die beiden Gebäude. Am Ende des Buches begeht der Großvater Selbstmord aufgrund einer fortgeschrittenen Krebserkrankung.
Die Geschichte ist in Form eines Briefes an Evas Ururgroßmutter Hermine Stargraff geschrieben.

## Hauptcharaktere
- Eva Seemann, 21-jährige Studentin aus Lilienthal
- Robert Seemann, Großvater von Eva Seemann, bekannter und erfolgreicher DDR-Schriftsteller
- Wolfgang Seemann, Vater von Eva Seemann, mit 18 erfolgloser Fluchtversuch aus der DDR, nach 3 Jahren Haft in den Westen abgeschoben
- Hermine Stargraff geb. Seemann, Ururgroßmutter von Eva Seemann, stammt aus Ostpreußen, mit 16 von ihren Eltern nach Berlin zum Arbeiten geschickt worden
- Ruth Seemann, Großtante von Eva Seemann, Käuferin und damit Retterin der Torstraße 125, 127 und 129
- Walter Seemann, Großonkel von Eva Seemann
- Gregorij Jefimowitsch „Gregg“ Massajew, Freund von Eva und Bewohner einer WG in der Torstraße 127
- Enrico „Rico“, Bewohner der Torstraße 127
- Heide, Bewohnerin der Torstraße 127
- Alexander „Leo“ Pold, Bewohner der Torstraße 127
- Phil, Bewohner der Torstraße 127
- Benno, Bewohner der Torstraße 127
- Jens, Exfreund von Eva Seemann

## Auszeichnungen
Hundert Jahre und ein Sommer wurde im September 1999 in die Liste Die besten 7 Bücher für junge Leser von Deutschlandfunk und Focus aufgenommen. Die Jury begründete ihre Wahl unter anderem mit der „aufregenden Handlung“ und „plastisch erfundenen Figuren“, durch deren Vermittlung ein „faszinierendes Panorama unseres Jahrhunderts“ entstehe.

## Ausgaben
- Klaus Kordon: 100 Jahre & ein Sommer. Beltz und Gelberg, Weinheim 1999, ISBN 3-407-80857-7.
- Klaus Kordon: 100 Jahre & ein Sommer. Taschenbuch, 8. Auflage, Gulliver von Beltz & Gelberg, Weinheim 2015, ISBN 978-3-407-78871-9.